# Международный олимпийский водный центр Сиднея
Международный олимпийский водный центр Сиднея (англ. Sydney Olympic Park Aquatic Centre (SOPAC)) — это центр плавания, расположенный в Сиднейском Олимпийском парке в Сиднее, Новый Южный Уэльс, Австралия. Построенный в 1994 году, SOPAC был главным местом проведения летних Олимпийских игр 2000 года, в нем проводились соревнования плаванию, дайвингу, синхронному плаванию, водному поло и соревнования по современному пятиборью.
Митч Ларкин первый за последние восемь лет и пока единственный в мире рекордсмен по плаванию, установивший рекорд в Международном олимпийском водном центре Сиднея.
В настоящее время стадион вмещает 10 000 человек. Вмещаемость центра была увеличена до 17000 перед летними Олимпийскими играми 2000 года. Это самая большая плавательная арена в Австралии.

## Инциденты
В октябре 2013 года на автостоянке центра произошел большой взрыв, уничтожив более 40 автомобилей и мотоциклов, что стало причиной эвакуации 1500 человек, посетителей центра.